# Indice glycémique
L'indice glycémique est un critère de classement des aliments contenant des glucides, basé sur leurs effets sur la glycémie (taux de glucose dans le sang) durant les deux heures suivant leur ingestion.
Il permet de comparer le pouvoir glycémiant de chaque aliment, mesuré directement lors de la digestion. L'indice glycémique d'un aliment est donné par rapport à un aliment de référence, auquel on attribue l'indice 100 (généralement du glucose pur ou du pain blanc). Plus il est élevé (il peut être supérieur à 100), plus le pouvoir glycémiant de l'aliment est important.
L'indice glycémique a été inventé en 1981 par David J. Jenkins, professeur à la faculté de médecine de l'Université de Toronto.

## Calcul de l'indice glycémique d'un aliment

S : la surface sous la courbe, ou surface du triangle

Des volontaires sains reçoivent, à jeun, une masse calibrée de l'aliment de telle sorte que la quantité totale de glucides ingérés soit fixe (50 grammes de glucide par exemple). Ceci permet de comparer plusieurs aliments qui ne possèdent pas la même proportion de glucides dans leur composition. On établit ensuite la courbe du taux de glucose dans le sang en fonction du temps, au cours des deux heures qui suivent l'ingestion.
Par ailleurs, on dispose de courbes préétablies pour des aliments de référence :
- en Europe, on prend pour référence le glucose ;
- aux États-Unis, le pain blanc est souvent choisi comme référence.

Afin de calculer l'indice glycémique d'un aliment, on rapporte la surface sous la courbe correspondant à l'aliment étudié à celle de l'aliment de référence : 
{\displaystyle IG={\frac {S_{\mathrm {alim} }}{S_{\mathrm {ref} }}}\times 100}
- {\displaystyle IG} : indice glycémique de l'aliment considéré;
- {\displaystyle S_{\mathrm {alim} }} : surface comprise entre la valeur de la glycémie mesurée à jeun (avant la consommation de l'aliment considéré) et la courbe de la glycémie en fonction du temps, de l'aliment considéré;
- {\displaystyle S_{\mathrm {ref} }} : surface comprise entre la valeur de la glycémie mesurée à jeun (avant la consommation de l'aliment considéré) et la courbe de la glycémie en fonction du temps, de l'aliment de référence.

De fait, l'aliment de référence (le glucose ou le pain blanc) a un indice glycémique de 100.
Le terme surface sous la courbe désigne la surface comprise entre la droite horizontale correspondant à la glycémie mesurée à jeun (par exemple 1 g l−1) et la courbe de la glycémie en fonction du temps. Cette technique de calcul est appelée méthode des trapèzes.
Pour passer d'une mesure ayant pour référence le glucose (le glucose a alors un indice glycémique de 100 et le pain blanc de 70), à une mesure ayant pour référence le pain blanc (le pain blanc a alors un indice glycémique de 100), il faut diviser tous les indices par 0,7 (c'est-à-dire multiplier par 1,43). Réciproquement, pour passer d'une mesure ayant pour référence le pain blanc (le pain blanc a alors un indice glycémique de 100 et le glucose de 143), à une mesure ayant pour référence le glucose (le glucose a alors un indice glycémique de 100), il faut multiplier tous les indices par 0,7 (c'est-à-dire diviser par 1,43).
Le nombre de volontaires qui testent l'aliment considéré est généralement supérieur à 10 sujets et l'IG retenu pour l'aliment sera l'IG moyen observé chez tous les sujets participants.

## Valeurs d'indices glycémiques et interprétation
Les indices glycémiques sont classés en 3 catégories : « faible », « moyen » et « élevé ». Cette classification n'est pas la même selon les auteurs, de même que l'indice glycémique d'un aliment n'a pas une valeur strictement définie. Par exemple, il est imprécis de communiquer une seul valeur d'indice glycémique pour un aliment donné car son indice glycémique dépendra de plusieurs facteurs comme le temps de cuisson, le mode de préparation, etc. 
L'exemple ci-dessous est tiré de la classification donnée sur le site de Thierry Souccar consacré à la nutrition : 
| Exemple de classification | Intervalle de valeurs d'IG | Aliments |
| ------------------------- | -------------------------- | --- |
| Indice glycémique faible  | inférieur à 55             | La plupart des fruits frais et légumes verts, légumes secs, céréales en grains, riz complet, chocolat noir riche en cacao, lait et produits laitiers(a*)(b*), viandes, oléagineux, pain intégral. |
| Indice glycémique moyen   | Entre 55 et 70             | Produits à base de céréales complètes, pain complet, riz blanc, miel, bananes, raisins secs, abricots secs, figues sèches, pommes de terre avec la peau à l'eau ou à la vapeur, chips.            |
| Indice glycémique élevé   | Plus de 70                 | Pain blanc, pommes de terre pelées, cuites au four ou frites, confiseries, dattes, sucre blanc, barres chocolatées, pastèque*(b).                                                                 |

(a*) charge glycémique faible, (b*) indice insulinémique élevé (augmente l'insuline dans le sang).
Plus l'indice glycémique d'un aliment est élevé, plus le taux de glucose s'élève fortement dans le sang après sa digestion. L'indice glycémique permet par exemple aux personnes diabétiques de surveiller leur alimentation et de prévoir celle-ci en fonction de leurs besoins.
Les glucides étaient autrefois classés de façon théorique en sucres lents et sucres rapides selon leur complexité moléculaire. Cette classification est fortement remise en question, par exemple le fructose présente un faible indice glycémique bien qu'il soit un sucre simple. Cependant le fructose n'est pas dénué d'effets sur le diabète.

## Intérêts et limites de ce système

### Informer le public
Cet indice peut être un moyen permettant de prévoir la montée de glycémie sans avoir à l'estimer a posteriori avec un glucomètre.
Il remplace avantageusement la notion floue de sucre lent. Par exemple, un aliment contenant de l'amidon n'est  pas toujours un sucre lent. L'amidon est d'ailleurs composé de deux molécules, l'amylose et l'amylopectine, qui n'ont pas les mêmes propriétés. Selon les aliments, les proportions respectives des deux molécules ne sont pas les mêmes. 

### Facteurs de variation de pouvoir glycémiant
Il existe de nombreux facteurs faisant varier le pouvoir glycémiant des aliments.
- Le mode de cuisson : la façon dont les aliments ont été cuits (la température, la durée, les éventuelles matières grasses) peut faire varier leur pouvoir glycémiant. La purée de pommes de terre par exemple a un IG d'environ 70 alors que les pommes de terre cuites au four peuvent avoir un IG allant jusqu'à 90[7].
- Le mode de consommation : la façon selon laquelle sont consommés les aliments fait aussi varier leur pouvoir glycémiant. De façon générale, des sucres consommés au cours d'un repas, notamment en présence de légumes verts, présentent une action sur la glycémie plus faible que les valeurs tabulaires[8].

Il faut donc toujours chercher des tables qui donnent l'indice glycémique de la façon la plus précise possible et pour un aliment qui a la forme qui se rapproche le plus de celui qui se trouve dans l'assiette.

### Indication de la charge glycémique
L'indice glycémique d'un aliment donne l'effet relatif de l'absorption d'une quantité fixée de cet aliment sur la glycémie, la référence étant l'effet de la même quantité de glucose. Mais il ne représente pas du tout la quantité de glucide ingéré quand on mange une portion habituelle d'un certain aliment. Par exemple, la pastèque a un indice glycémique de 75, mais elle contient très peu de sucre. Une portion raisonnable de pastèque ne provoquera pas de forte augmentation de la glycémie.
Pour remédier en partie à ce problème, on a introduit la notion de charge glycémique, qui multiplie l'indice glycémique par la teneur totale en glucide de l'aliment :
{\displaystyle CG=IG\times {\frac {m_{\mathrm {glucides} }}{100}}}.
D'autres indices présentés comme plus pertinents ont été établis, notamment l'indice insulinémique et « l'indice de fructose ». L'indice glycémique étant basé sur le taux de glucose sanguin, il ne tient pas compte des autres monosaccharides circulants et métabolisés. Le fructose présente un cas intéressant. En effet, certains scientifiques suggèrent l'essai d'un « indice de fructose », puisque ce dernier pourrait contribuer à la résistance à l'insuline (études statistiques chez l'homme et plusieurs études chez les rongeurs),. Cette nouvelle tournure pourrait discréditer la méthode de Montignac, réductrice quant aux effets du fructose qu'elle élève à un stade de sucre davantage bénéfique.
Le sirop de glucose-fructose (high fructose corn syrup) est très utilisé dans l'agro-alimentaire, ce qui introduit des quantités fortes et inhabituelles de fructose dans notre alimentation dont on sait maintenant qu'ils induisent un dysfonctionnement dans les fonctions digestives et métaboliques de nature à favoriser fortement la prise de poids au-delà même de ce qui serait attendu au vu des kcal ingérées (i.e. : à quantité d'énergie égale, les high fructose corn syrup provoquent une prise de poids supérieure aux autres sucres). Note : le saccharose est composé de glucose et de fructose en mêmes proportions moléculaires, mais comme chaque molécule de glucose est attaché à une molécule de fructose, une enzyme doit d'abord venir découper cette molécule composée pour en faire du glucose et du fructose.

## Effets sur la santé
Selon une revue systématique et une méta-analyse d'essais randomisés contrôlés, les preuves disponibles suggèrent que des régimes alimentaires à faible indice ou charge glycémique entraînent de petites réductions cliniquement significatives de la principale cible de contrôle glycémique, l'HbA1c, et de petites améliorations cliniquement significatives d'autres facteurs de risque cardiométabolique établis (lipides sanguins, poids corporel, pression artérielle, inflammation) chez les diabétiques de type 1 et de type 2 dont la maladie est modérément contrôlée.